# فهرست سیستم‌عامل‌های ویندوز
در این صفحه اطلاعاتی عمومی، دربارهٔ نسخه‌های متفاوت ویندوز، به صورت فهرستی رده‌بندی شده در اختیار می‌گذارد.

## ویندوز ۱/۰
ویندوز ۱٫۰ اولین نسخه از سیستم عامل ویندوز بود که در سال ۱۹۸۵ توسط مایکروسافت منتشر شد. این سیستم عامل یک رابط گرافیکی کاربری (GUI) ساده را برای MS-DOS ارائه می‌داد. شامل برنامه‌هایی مانند پنل کنترل، نوت‌پد، ماشین حساب و ساعت بود. همچنین از چند وظیفگی محدود پشتیبانی می‌کرد که به کاربران اجازه می‌داد چندین برنامه را همزمان اجرا کنند.
با این حال، این نسخه از ویندوز محدودیت‌های زیادی داشت. پنجره‌ها نمی‌توانستند روی هم قرار بگیرند و عملکرد سیستم نسبتاً کند بود. همچنین، ویندوز ۱٫۰ با استقبال گسترده‌ای روبرو نشد و فروش آن محدود بود.

## ویندوز ۲٫۰
ویندوز ۲٫۰ در دسامبر ۱۹۸۷ توسط مایکروسافت منتشر شد و نسخه بهبود یافته‌ای از ویندوز ۱٫۰ بود. این نسخه پیشرفت‌های قابل توجهی نسبت به نسخه قبلی داشت:
1. امکان همپوشانی پنجره‌ها را فراهم کرد، که به کاربران اجازه می‌داد پنجره‌ها را روی هم قرار دهند.
2. از آیکون‌های دسکتاپ پشتیبانی می‌کرد و امکان کشیدن و رها کردن (drag and drop) را معرفی کرد.
3. پشتیبانی بهتری از کارت‌های گرافیکی VGA ارائه داد که منجر به بهبود کیفیت تصویر شد.
4. برنامه‌های کاربردی جدیدی مانند Microsoft Word و Excel برای این نسخه عرضه شدند.

با این حال، ویندوز ۲٫۰ هنوز هم به MS-DOS وابسته بود و محدودیت‌هایی در زمینه مدیریت حافظه و چند وظیفگی داشت. این نسخه نیز با موفقیت تجاری چشمگیری روبرو نشد، اما پایه‌ای برای توسعه نسخه‌های بعدی ویندوز فراهم کرد.

## ویندوز ۳٫۰
(به انگلیسی: Windows 3.0) سومین نسخه از مایکروسافت ویندوز که در تاریخ ۲۲ مه ۱۹۹۰ منتشر شد. این اولین نسخه از ویندوز بود که موفقیت گسترده‌ای داشت و از نظر ظاهر گرافیکی رقیب مکینتاش شد.

## ویندوز ۹x
ویندوزهای ۹۵ و ۹۸ بر اساس ۹x تولید شده‌اند یعنی هسته و رابط کاربریشان در گروه ۹x می‌باشد.

## ویندوز ۹۵
این سیستم‌عامل در اوت ۱۹۹۵ از سوی مایکروسافت عرضه گردید. این سیستم‌عامل همراه با اینترنت اکسپلورر ۴ عرضه شد. ویندوز ۹۵ به علت این‌که عضو زین پس ویندوز ۳ است تحت نام ویندوز ۴ نیز شناخته شده. این اولین بار بود که دو سیستم عامل ام‌اس-داس و ویندوز با هم یکپارچه شده بودند. برخی ویندوز ۹۵ را انقلابی در نرم‌افزارها و سیستم‌عامل‌های رایانه در زمان خود می‌دانند.

## ویندوز ۹۸
نسخهٔ ویندوزی از مایکروسافت که در سال ۱۹۹۸ ساخته شد و در واقع نسخهٔ به‌روزشدهٔ ویندوز ۹۵ می‌باشد. (این ویندوز Memphis هم نامیده می‌شود) استفاده از این ویندوز به‌طور گسترده در جهان وجود داشت. از امکانات این ویندوز می‌توان به موارد زیر اشاره کرد:
- مرورگر مستقل مایکروسافت (همان اینترنت اکسپلورر)
- توانایی فرستادن و گرفتن نامه‌های الکترونیکی
- سیستم فایل FAT۳۲ برای اولین بار در این سیستم‌عامل
- پشتیبانی از USB برای اولین بار در این سیستم‌عامل
- پشتیبانی از DVD برای اولین بار در این سیستم‌عامل

سیستم‌عاملی که از نظر درایوها ضعیف ولی از نظر تخصیص منابع رایانه به خود خوب است.

## ویندوز ۲۰۰۰
ویندوز ۲۰۰۰ سیستم‌عاملی برای کامپیوترهای شخصی (PC) است که توسط شرکت مایکروسافت تولید شده است. این سیستم‌عامل گرافیکی در سال ۲۰۰۰ معرفی گردید و برای ایستگاه‌های کاری و سرورهای شبکه به کار می‌رود. ویندوز ۲۰۰۰ نسخه ۵٫۰ از خانواده ویندوز NT می‌باشد.

درخت خانوادهٔ ویندوز

## ویندوز NT
ویندوز ان تی اولین ویندوز ۳۲بیتی بود
ویندوز ان تی همچنان اولین ویندوز مستقل بود زیرا نسخه‌های قبلی فقط یک افزونه برای داس بود. اولین نسخه پایدار ویندوز NT ویندوز ۲۰۰۰ بود.
NT مخفف کلمه تکنولوژی نوین بود.
این سیستم عامل در اصل طراحی شده بود که یک سیستم عامل مبتنی بر زبان برنامه‌نویسی سطح بالا، مستقل از پردازنده، چند پردازشی و چند کاربره با ویژگی‌های مشابه با یونیکس باشد.

## ویندوز XP
این نسخه از ویندوز در سال ۲۰۰۱ توسط مایکروسافت عرضه شد و تا پایان سال ۲۰۰۶ انتشار یافت. البته تا چند سال بعد از توزیع نسخه این ویرایش Service Pack I و Service Pack II این محصول هم اضافه شد. شرکت مایکروسافت service pack III را تولید کرده و برخی از کارایی‌های ویندوز ویستا را به آن اضافه کرده بود. این ویندوز در دو نسخهٔ خانگی (home edition) و پیشرفته (professional) در بازار عرضه می‌شد. پشتیبانی از این ویندوز در نهم آوریل ۲۰۱۴، به صورت کامل به اتمام رسید
ویندوز ویستا مدتی پس از ویندوز XP، قرار بود به عنوان جایگزین این ویندوز معرفی شود اما پس از انتشارات نسخهٔ بتا تا سال ۲۰۰۶, بعدتر در سال ۲۰۰۷ به عنوان ویندوز ویستا به بازار عرضه شد.

## ویندوز ویستا
این نسخه در سال ۲۰۰۷ منتشر شد. این نسخه از ویندوز تقریباً محیطی متفاوت با ویندوز XP داشت و در ابتدا کار کردن با آن دشواری‌هایی برای کاربرانی که از اکس پی استفاده می‌کردند داشت؛ و دلیل آن هم تغییرات به‌وجود آمده در آن بود که البته این سختی طبیعی هم بود، همان‌طور که زمانی که کاربران برای اولین بار دست از ویندوز ۹۸ کشیدند و دل به اکس پی دادند چنین مشکلات و دشواری‌هایی برای آن‌ها وجود داشت. همچنین باید گفت که واقعاً مایکروسافت سعی کرده است تا در این سیستم عامل، سنگ تمام بگذارد، و ویستا را به بهترین نحو طراحی نماید. هرچند در عمل ویستا مشکلاتی به همراه داشت (که در سیستم عامل بعدی مایکروسافت، یعنی ۷ رفع شد) از نکات مثبت این سیستم‌عامل می‌توان به سرعت خوب و رابط گرافیکی بسیار عالی با محیطی خستگی‌ناپذیر برای کاربر و همچنین سرعت بالای آن در اینترنت و شبکه‌های بی‌سیم اشاره نمود. این نکات مثبت زمانی آشکار خواهد شد که رایانهٔ شما دارای یک پردازندهٔ قدرتمند (و ترجیحاً دوهسته‌ای) و کارت گرافیکی بالا و حداقل رم یک گیگابایت و فضای هارددیسک حداقل به میزان ۱۵ گیگابایت باشد. البته مقدار ۵ گیگابایت از این فضای ۱۵ گیگابایتی که گفته شده می‌توان گفت که به‌صورت فضای خالی بوده و برای انجام عملیات (پروفایل، هایبرنت که دیگر در این ویندوز به جای استندبای آمده است و…) ویندوز لازم است. پشتیبانی از این نسخه ویندوز در ۱۱ آوریل ۲۰۱۷ توسط مایکروسافت به اتمام رسید.

## ویندوز ۷

دسکتاپ ویندوز ۷

هفتمین نسخه از مجموعهٔ سیستم‌عامل‌های مایکروسافت ویندوز است که در تاریخ ۲۲ اکتبر سال ۲۰۰۹ به بازار عرضه شد. ویندوز ۷ برای استفاده در کامپیوترهای شخصی شامل انواع خانگی و اداری تولید شده است. این سیستم‌عامل هفتمین نسل از سیستم‌عامل‌های ویندوز می‌باشد و به همین دلیل نام آن را ویندوز ۷ گذاشته‌اند. این ویندوز دارای چندین نسخه از جمله استارتر(starter) هوم بیسک(Home Basic)، هوم پریمیوم (Home Premium)، پروفشنال (Professional)، اِنتِرپرایز (Enterprise) و آلتیمیت (Ultimate) بود که در نسخه‌های ۳۲ و ۶۴ بیتی عرضه شدند. ویندوز ۷ همچنین به عنوان موفق‌ترین سیستم‌عامل در تمامی ادوار محسوب می‌شود. پشتیبانی از این ویندوز در ۱۰ ژانویه ۲۰۲۳ به‌طور کامل به اتمام رسید.

## ویندوز ۸

منوی استارت ویندوز ۸

ویندوز ۸ (به انگلیسی: Windows 8) نسخه‌ای از سیستم‌عامل ویندوز شرکت مایکروسافت می‌باشد که در ۲۶ اکتبر ۲۰۱۲ به بازار عرضه شد. این ویندوز برای استفاده در رایانه‌های شخصی، تبلتها و تلفن‌های همراه تولید شده است. این سیستم‌عامل هشتمین نسل از سیستم‌عامل‌های ویندوز می‌باشد و به همین دلیل نام آن را ویندوز ۸ گذاشته‌اند. این نسخه از ویندوز به علت نقص‌های رابط کاربری‌اش و همچنین پیچیدگی آن مورد نقد شدید منتقدین قرار گرفت و نتوانست موفقیت ویندوز ۷ را تکرار کند، مایکروسافت نیز برای رفع مشکلات این ویندوز نسخهٔ ۸٫۱ را عرضه کرد و توانست تعداد زیادی از نقص‌های آن را رفع کند. همچنین رابط کاربری جدید مایکروسافت که Metro نام داشت و کاشی‌های استارت نیز در این ویندوز معرفی شدند. مایکروسافت استور نیز یکی دیگر از امکاناتی است که در ویندوز ۸ معرفی شده است.

## ویندوز ۸٫۱

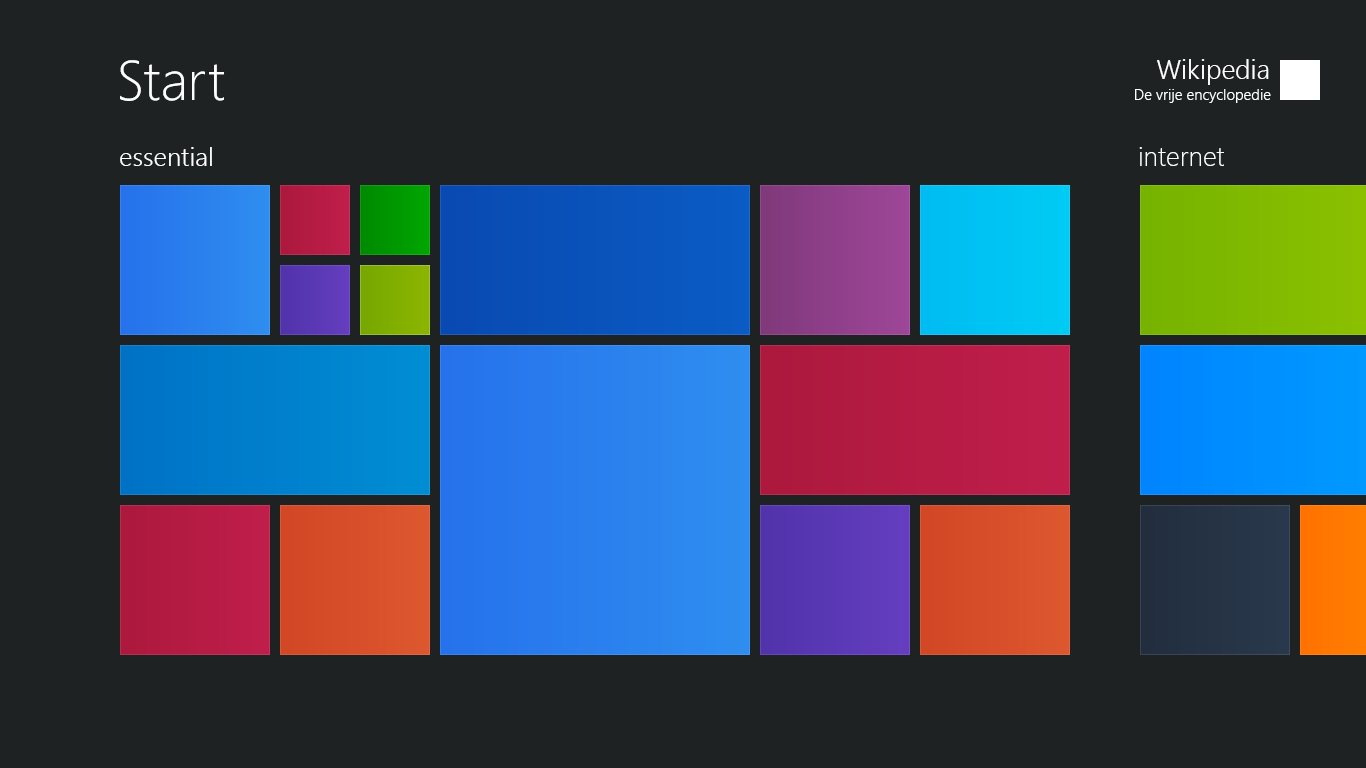
منوی استارت ویندوز ۸٫۱

ویندوز ۸٫۱ نسخهٔ آپدیتشدهٔ ویندوز ۸ می‌باشد که در محاسبات عددی ویندوزهای مایکروسافت شامل ۷، ۸، ۸٫۱ و ۱۰ به‌صورت غیرمستقیم جایگاه ویندوز ۹ (nine) را دارد اما در هیچ پروژه‌ای به آن لقب خوانده نشده است.
تغییرات زیر در این نسخه از ویندوز اعمال شده است:
1. دکمهٔ استارت به صورت نیمه‌کامل برگشته است.
2. بخش‌های Library ویندوز برگشته است.
3. در اپلیکیشن‌های ویندوز تغییراتی ایجاد شده و دکمه‌های X و - نیز در اپلیکیشن بالای صفحه اپلیکیشن‌های لمسی آمده

این ویندوز بیشتر به عنوان یک نسخه برای اصلاح ویندوز ۸ محسوب می‌شد و نسبتاً موفق بود. پشتیبانی از ویندوز ۸ و ۸/۱ در ۱۰ ژانویه ۲۰۲۳ به اتمام رسید.

## ویندوز ۱۰

دسکتاپ ویندوز ۱۰

مایکروسافت در تاریخ ۸ مهر ۱۳۹۳ نسخهٔ جایگزین ویندوز ۸٫۱ را با نام ویندوز ۱۰ رونمایی کرد و در ۷ مرداد ۱۳۹۴ نسخهٔ نهایی آن منتشر شد. این نسخه کمبودهای رابط کاربری که در ویندوز ۸ معرفی شد را هدف گرفته است. تغییرات صورت گرفته شامل: بازگشت منوی استارت، امکان استفاده از چندین دسکتاپ مجازی، قابلیت اجرای برنامه‌های دانلود شده از فروشگاهِ ویندوز به صورت پنجره‌ای (با توانایی کوچک کردن پنجره‌ها) و بهبود پشتیبانی از ماوس و صفحه‌کلید. مایکروسافت اعلام کرده است که کاربران می‌توانند نسخه‌های قانونی ویندوز ۷ و ویندوز ۸٫۱ را به ویندوز ۱۰ به‌روزرسانی کنند. مایکروسافت پشتیبانی از ویندوز ۱۰ را تا ۱۴ اکتبر ۲۰۲۵ تمدید کرده است.

## ویندوز بلکوین نسخه ۳
نسخه ۳ سیستم عامل بلکوین که یک سیستم عامل با تمرکز امنیت است بر پایه نسخه ویندوز ۱۰ ساخته شد. این سیستم عامل توسط تیم امنیتی ابدال مدیریت و راهبری می‌شود. در این سیستم عامل بیش از ۵۰۰ نرم‌افزار امنیتی برای متخصصان امنیت وجود دارد.

## ویندوز ۱۰ ایکس

لوگوی ویندوز ۱۰ ایکس

ویندوز ۱۰ ایکس (Windows 10X) نسخه‌ای از سیستم عامل ویندوز ۱۰بود که در سال ۲۰۲۰ ارائه شد. ویندوز ۱۰ ایکس برای محصولات دو نمایشگر طراحی شده است مانند سِرفِس نئو که دارای ۲ صفحه نمایش است. تسک‌بار در این نسخه مانند نسخه‌های پیشین در پایین صفحه قرار ندارد بلکه در صفحهٔ دیگر قرار دارد. با انتخاب منو استارت، آن در صفحه نمایشگر دیگر بازمی‌گردد.

## ویندوز ۱۱
ویندوز ۱۱ نسخهٔ جدید سیستم‌عامل ویندوز ان‌تی مایکروسافت است که توسط این شرکت توسعه یافته است. این نسخه در ۲۸ ژوئن ۲۰۲۱ به صورت رسمی رونمایی شد و نسخه‌های آزمایشی آن در دسترس قرار گرفت.
در کنفرانس بیلد مایکروسافت برای توسعه‌دهندگان که ۲۵ ماه مه (۴ خرداد) برگزار شد، ساتیا نادِلا، مدیرعامل مایکروسافت، اعلام کرد این شرکت در حال برنامه‌ریزی برای «یکی از مهم‌ترین به‌روزرسانی‌های ویندوز در دهه گذشته» است. همین حرف کافی بود تا شایعات مربوط به بازطراحی بزرگی برای ۱٫۳ میلیارد کاربر این سیستم عامل در سال ۲۰۲۱ را تأیید کند.
۲۴ ژوئن (۳ تیر)، مایکروسافت در رویداد مجازی «What’s Next for Windows» از «نسل بعدی ویندوز» با نام ویندوز ۱۱ (Windows 11) رونمایی کرد. پانوس پانای، مدیر کاریزماتیک بخش سخت‌افزار سرفیس که حالا در رأس امور توسعه ویندوز نیز قرار دارد، در رویدادی متفاوت از آنچه تابه‌حال از ردموندی‌ها دیده بودیم، خبر از تغییرات اساسی در سیستم‌عامل قدیمی و محبوب مایکروسافت داد؛ تا امیدوار باشیم ویندوز دوباره به دوران هیجان‌انگیز و پرشور و حال خود بازگردد.

## ویندوز ۱۲
مایکروسافت در حال برنامه‌ریزی برای شروع روند توسعه Windows 12 است. با توجه به اینکه ویندوز ۱۱ در سال ۲۰۲۱ ارائه شده است، مایکروسافت طی سال ۲۰۲۴ احتمالاً از ویندوز ۱۲ پرده برمی‌دارد. بعد از آن نیز شاید سال ۲۰۲۷ ویندوز ۱۳ را ارائه می‌کند.

## ویندوز فون
این نسخه از ویندوز مخصوص تلفن‌های هوشمند است که آخرین نسخهٔ آن ویندوز فون ۱۰ یا نام دیگر آن ویندوز ۱۰ موبایل است.
مایکروسافت قصد دارد سیستم‌عامل‌های بر پایهٔ ویندوز و ویندوزفون را به هم نزدیک و نزدیک‌تر کند. به‌طوری‌که توسعه‌دهندگان مایکروسافت، می‌توانند برنامهٔ خود را به دو خروجی ویندوز ۸/۸٫۱ و ویندوزفون ۸/۸٫۱ به‌طور هم‌زمان منتشر کنند و حتی به صورت یونیورسال بین تمام دستگاه‌هایی که ویندوز ۱۰ یا یک مدل از آن روی آن هاست هم‌زمان منتشر کنند.

## ویندوز سی ای
ویندوز سی ای (به‌طور رسمی به عنوان ویندوز توکار فشرده شناخته می‌شود)، نسخه‌ای از ویندوز است که بر روی رایانه‌های کمینه‌شده اجرا می‌شود، مانند سیستم‌های هدایت ناوبری ماهواره‌ای و بعضی از گوشی‌های همراه. ویندوز توکار فشرده بر پایهٔ هستهٔ اختصاصی خود است. مایکروسافت مجوزهای ویندوز سی ای را به تولیدکنندگان اصلی تجهیزات و سازندگان دستگاه‌ها می‌دهد. تولیدکنندگان اصلی تجهیزات و سازندگان دستگاه‌ها می‌توانند واسط‌های کاربری خود را تغییر داده و بسازند، در حالی که ویندوز سی ای پایه‌های تخصصی برای چنین کاری را فراهم می‌کند.
ویندوز سی ای هسته اصلی ای بود که ویندوز موبایل از آن مشتق شد. نسخهٔ بعدی آن، ویندوز فون ۷، بر پایهٔ اجزایی از ویندوز سی ای 6.0 R3 و ویندوز سی ای ۷٫۰ بود. اگرچه ویندوز فون ۸ همانند ویندوز ۸ بر پایهٔ هستهٔ ان تی است .
ویندوز توکار فشرده نباید با ویندوز اکس پی توکار یا ویندوز ان تی ۴ توکار، نسخه‌هایی پیمانه‌ای از ویندوز بر پایه هسته ویندوز ان تی اشتباه گرفته شوند.